# Уэнтворт, Томас, 1-й граф Кливленд
Томас Уэнтворт, 1-й граф Кливленд (англ. Thomas Wentworth, 1st Earl of Cleveland; 1591 — 25 марта 1667) — английский аристократ, политический и военный деятель, носил титулы барона Уэнтворт (1593—1640), (с 1665) и графа Кливленд (с 1626).

## Биография
Томас Уэнтворт был старшим сыном Генри Уэнтворта, 3-го барона Уэнтворт и его жены Анны Хоптон; его отец умер, когда ему было 2 года и он наследовал его титул, как барон Уэнтворт.
Томас получил образование в Тринити-колледже Оксфордского университета, где учился с младшим братом Генри. В 1610 году он был посвящён в рыцари Бани. В последующие годы благодаря покровительству Джорджа Вильерса, герцога Бэкингема он получил назначения хранитель Бедфордшира (с 1618 года), лорда-лейтенанта Бедфордшира (c 1625), а также в 1626 году получил титул графа Кливленда.
Летом и осенью 1627 года Уэнтворт принимал участие в осаде Сен-Мартен-де-Ре, которую безуспешно пытались захватить англичане под командованием герцога Бекингема. Спустя 13 лет, во время Епископских войн против шотландских пресветириан участвовал в наборе рекрутов в  королевскую армию, которая потерпела в войне поражение.
В период Английской революции Томас был одним из военачальников роялистов, участвовал в битве при Эджхилле (1642),  первой битве при Ньюбери (1643), а в битве при Кропреди-Бридж (1644) возглавил атаку кавалерии, которая нанесла поражение парламентской армии. Он участвовал и в последующих сражениях, среди которых были сражение при Лостуитиеле (1644) и Второй битве при Ньюбери, в которой он попал в плен и был отправлен в Тауэр, откуда был освобождён в 1647 году под залог, после чего покинул Англию.
В сентябре 1651 года Уэнтворт командовал кавалерией шотландцев в битве при Вустере, которая закончилась победой парламентской армии. Позже Уэнтворт попал в плен и был отправлен в Тауэр, где содержался до 1652 года, после чего был освобождён. После реставрации монархии престол занял король Карл II, который вернул Уэнтворту его должности и назначил его капитаном отряда благородных пенсионеров.
Скончался 25 марта 1667 года в возрасте 76/77 лет, титул и оставшиеся владения унаследовала его внучка Генриетта Уэнтворт.

## Семья
От первой жены леди Анны Крофт у него было двое детей (сын и дочь):
- Томас Уэнтворт (1612—1665), 5-й барон Уэнтворт (1640–1665);
- Анна Уэнтворт (29 июля 1623 – 7 мая 1697), 7-я баронесса Уэнтворт (1686–1697), вышла замуж за Джона Лавлейса, 2-го барона Лавлейс (1616 – 25 ноября 1670), у супругов было 4 детей;

От второй жены Люси Уэнтворт была единственная дочь Кэтрин Уэнтворт (1639—1670), которая вышла замуж за Уильяма Спенсера.